# Volume

Determinação experimental do volume de um sólido

O volume de um corpo é a quantidade de espaço ocupada por esse corpo. O volume tem unidades de tamanho cúbicos (por exemplo, cm³, m³, in³, etc.). Então, o volume de uma caixa (paralelepípedo retangular) de comprimento T, largura L, e altura h, é:
{\displaystyle V=T\cdot L\cdot h}
Sua unidade no Sistema internacional de unidades é o metro cúbico (m³). A seguinte tabela mostra a equivalência entre volume e capacidade. Contudo, não é considerado uma unidade fundamental do SI, pois pode ser calculado através dos comprimentos. A unidade mais comum utilizada é o litro.
| Volume            | Capacidade |
| ----------------- | ---------- |
| metro cúbico      | quilolitro |
| decímetro cúbico  | litro      |
| centímetro cúbico | mililitro  |

## Fórmulas do volume
Fórmulas comuns para o cálculo do volume de sólidos:
| Forma           | Fórmula do volume                        | Variáveis |
| --------------- | ---------------------------------------- | --- |
| Cubo            | {\displaystyle l^{3}=l\cdot l\cdot l}    | l é o comprimento de qualquer lado                                                                                               |
| Paralelepípedo  | {\displaystyle l\cdot c\cdot a}          | largura, comprimento, altura |
| Cilindro        | {\displaystyle \pi \cdot r^{2}h}         | r = raio de uma face circular, h = altura                                                                                        |
| Esfera          | {\displaystyle {\frac {4}{3}}\pi r^{3}}  | r = raio da esfera |
| Elipsoide       | {\displaystyle {\frac {4}{3}}\pi abc}    | a, b, c = semi-eixos do elipsoide                                                                                                |
| Pirâmide        | {\displaystyle {\frac {1}{3}}Ah}         | A = área da base, h = altura |
| Cone            | {\displaystyle {\frac {1}{3}}\pi r^{2}h} | r = raio do círculo na base, h = altura                                                                                          |
| Prisma          | {\displaystyle A\cdot h}                 | A = área da base, h = altura |
| Qualquer figura | {\displaystyle \int A(h)dh}              | h é qualquer dimensão da figura, A(h) é a área da intersecção perpendicular para h descrita pela função da posição ao longo de h |

## Cálculo integral
Para o cálculo de volumes é possível utilizar-se integrais com duas variáveis. A tabela seguinte apresenta alguns exemplos:
| Sólido         | Integral | Onde                                         |
| -------------- | --- | -------------------------------------------- |
| Esfera         | {\displaystyle \int _{0}^{2\pi }\int _{0}^{\pi }\int _{0}^{R}r^{2}\sin(\theta )drd\theta \ d\phi ={4 \over 3}\pi R^{3}} | {\displaystyle R:} raio                      |
| Paralelepípedo | {\displaystyle \int _{0}^{a}\int _{0}^{b}\int _{0}^{c}dxdydz=abc}                                                       | {\displaystyle a,b,c:} dimensões das arestas |